# Канутт, Якима
Якима Канутт (англ. Yakima Canutt; 29 ноября 1895, Колфакс, Вашингтон — 24 мая 1986[…], Северный Голливуд, Калифорния) — американский ковбой, чемпион родео, каскадёр-изобретатель, киноактёр и кинорежиссёр, менее известен как кинопродюсер и сценарист. Разработал множество трюков для фильмов, а также приёмы и технологии защиты каскадёров при их выполнении.

## Биография
Энос Эдвард Канутт (настоящее имя каскадёра) родился 29 ноября 1895 (1896) года в городе Колфакс (штат Вашингтон, США). Отец — Джон Лемюэль Канутт, владелец ранчо, также служил в законодательных структурах штата; мать — Нетти Эллен Стивенс. У мальчика было четыре сиблинга. Энос Эдвард рос на ранчо, где научился охотиться, ставить ловушки, стрелять и ездить верхом; официальное же его образование исчерпалось посещением начальной школы в городке Грин-Лейк (ныне — район Сиэтла).
С 11 лет начал активно участвовать в состязаниях родео. К 16 годам юноша имел рост 180 см, в 17 лет получил титул World's Best Bronco Buster. В 1914 году принял участие в крупном родео-состязании Pendleton Round-Up, где получил прозвище «Якима» в результате ошибки газетного репортёра (который назвал его «ковбой из [долины] Якимы»). В следующем году на том же мероприятии он занял второе место, чем привлёк внимание шоу-промоутеров, которые предложили молодому ковбою туры по стране.
В 1918 году записался добровольцем в армию, служил в ВМС на тральщике. Весной 1919 года вернулся с войны. В 1919 году принял участие в Калгарийском Стампиде. В том же году был на гастролях в Лос-Анджелесе, где познакомился с известным актёром-ковбоем Томом Миксом, который предложил Якиме сняться в кино. Так началась долгая карьера Канутта: сначала простым каскадёром и «дублёром», позднее — полноценным актёром.
В конце 1920-х годов немое кино начало сдавать позиции перед технологией будущего — звуковым кино, что обеспокоило Канутта, так как его голос совершенно не подходил для нового формата кинематографа: сказались последствия гриппа во время службы. Он начал брать на себя эпизодические роли и трюки, и понял, что с помощью экшена в фильмах можно добиться также большого успеха. Основной актёрский образ — тихие, злые, злодейские роли.
Канутт разработал целую серию приёмов родео, некоторые — расширил и усовершенствовал, включая трюки падения с лошади и крушения фургонов. Он также разработал ремни безопасности и тросовые крепления, чтобы сделать трюки более надёжными и безопасными. Среди новых устройств безопасности было L-образное стремя, которое освобождало ногу всадника, если он выполнял падение с лошади, чтобы каскадёр не повис в стремени. Канутт также разработал кабели и оборудование, чтобы вызывать зрелищные аварии фургонов, освобождая при этом упряжку лошадей, каждый раз на одном и том же месте. Такие методы безопасности как эти, экономили время и деньги режиссёров и предотвращали несчастные случаи и травмы актёров и животных. Канутт первым в истории кинематографа совершил трюк horse transfer — пересадка со скачущей лошади на другой движущийся объект.
Канутт близко подружился с будущим «королём вестернов», Джоном Уэйном, и последний не скрывал, что скопировал бо́льшую часть своего экранного образа у Канутта, например, протяжная неуверенная речь и вальяжная походка. «Я провел недели, изучая то, как Якима Канутт ходит и разговаривает. Он был настоящим ковбоем», — сказал Уэйн позднее.
В 1935 году Канутт был назван лучшим ковбоем Republic Pictures. В 1937 году на экраны вышел киносериал «Зорро снова в седле». Канутт (без указания в титрах) исполнил почти все трюки Зорро, когда тот в маске, то есть здесь он на экране появляется примерно столько же времени, сколько и кинозвезда Джон Кэрролл, исполнивший роль главного героя.

Вероятно, никогда не будет другого каскадёра, который мог бы сравниться с Якимой Кануттом. Он несколько раз становился чемпионом мира по ковбоям, и там, где дело касалось лошадей, он мог делать всё. Он изобрел все приспособления, которые облегчали работу каскадёров. Одним из его хитроумных приспособлений была подножка, прикреплённая к седлу, чтобы у него был рычаг для перемещения на другой движущийся объект, например, фургон или поезд. Другим был «дробовик» — подпружиненное устройство, используемое для отделения язычка бегущей повозки от лошадей, тем самым освобождая лошадей. Он также включал в себя амортизационный шнур, прикрепленный к днищу фургона, который заставлял колеса сжиматься и переворачивать фургон именно в том месте, которое было наиболее выгодным для камеры.
— Кинорежиссёр Уильям Уитни
На съёмках фильма «Сан-Франциско» (1936) Канутт сломал себе шесть рёбер из-за актрисы, начавшей панику и истерику во время трюка с падением стены.
С 1931 года Канутт начал также трудиться ассистентом режиссёра, с 1945 года стал полноценным режиссёром. Отчасти причиной смены направления его деятельности послужили съёмки ленты «Шумный город» (1940): во время дубляжа Кларка Гейбла на каскадёра упала лошадь, он получил сильные повреждения внутренних органов, провёл несколько месяцев на реабилитации после операции на кишечнике.
В 1943 году на съёмках малобюджетной картины «Айдахо» Канутт сломал себе обе ноги, из-за чего несколько месяцев не мог работать.
В 1952 году киностудия Metro-Goldwyn-Mayer командировала Канутта в Великобританию, чтобы он (в качестве второго режиссёра) снял фильм «Айвенго». Лента имела большой успех (три номинации на «Оскар»); это был один из первых американских боевиков, полностью снятых за границей. Также Канутт стал режиссёром каскадёрских сцен в таких нашумевших картинах как «Бен-Гур» (1959) и «Спартак» (1960). Канутту было поставлено в заслугу то, что в отличие от «Бен-Гур: история Христа» 1925 года, здесь не пострадала ни одна лошадь и ни один из каскадёров не получил серьёзных травм.
Якима Канутт скончался 24 мая 1986 года в больнице Северного Голливуда от остановки сердца в возрасте 90 лет. Его тело было кремировано, прах развеян в Саду воспоминаний кладбища «Вальгалла».

### Личная жизнь
Якима Канутт был женат дважды:
- Китти Канутт (шоу-псевдоним Китти Уилкс; 1899—1988), профессиональная каугёл, чемпионка родео. Брак заключён 20 июля 1917 года, в 1919[9] (или 1922) году последовал развод. Детей нет.
- Минни Одра Йигер (1908—2006). Брак заключён 12 ноября 1931 года и продолжался 55 лет до самой смерти мужа в 1986 году. Остались трое детей: Одра (1940 — ?), Джо (1937—2018)[16] и Тэп (1932—2014)[17]. Последние двое пошли по стопам отца и тоже стали каскадёрами. Дочь, Одра, вышла замуж за малоизвестного каскадёра Тома Диттмана (1934—2005)[18].

## Награды и признание
- 1959 — премия Национального совета кинокритиков США в категории «Специальная цитата» за режиссуру фильма «Бен-Гур» (совместно с Эндрю Мартоном[англ.]) с формулировкой «За режиссуру гонок на колесницах».
- 1967 — «Оскар» в категории «За выдающиеся заслуги в кинематографе» с формулировкой «За достижения в качестве каскадёра и за разработку устройств безопасности для защиты каскадёров повсюду»[4].
- 1969 — включён в зал славы Pendleton Round-Up and Happy Canyon
- 1971 — премия «Наследие Запада» от Национального музея ковбоев и западного наследия в категории «Премия попечителей» с формулировкой «За более чем 50-летний выдающийся вклад в кинематограф».
- 1976 — включён в зал славы родео[англ.] Национального музея ковбоев и западного наследия[4][19]
- 1984 — премия «Золотая бутса»
- 1985 — звезда на Голливудской «Аллее славы» за вклад в киноиндустрию[4][9]
- 2001 — включён в зал славы «Техасская тропа славы[англ.]»[6]

## Избранная фильмография
Основная статья: Фильмография Якимы Канутта

### Каскадёр, координатор трюков
Около 280 кинофильмов и киносериалов с 1915 по 1975 год. В большинстве случаев в титрах не указан.
- 1919 — «Молния» Брайс[англ.] / Lightning Bryce
- 1929 — Король Конго / The King of the Kongo
- 1931 — Исчезающий легион[англ.] / The Vanishing Legion
- 1931 — Скачущий призрак[англ.] / The Galloping Ghost
- 1931 — Воин-Молния[англ.] / The Lightning Warrior
- 1931 — Сражаясь с Буффало Биллом[англ.] / Battling with Buffalo Bill
- 1932 — Тень орла[англ.] / The Shadow of the Eagle
- 1932 — Последний из могикан[англ.] / The Last of the Mohicans
- 1932 — Ураганный экспресс[англ.] / The Hurricane Express
- 1932 — Дьявольская лошадь[англ.] / The Devil Horse
- 1933 — Телеграф[англ.] / The Telegraph Trail
- 1933 — Три мушкетёра[англ.] / The Three Musketeers
- 1933 — Шепчущая тень[англ.] / The Whispering Shadow
- 1933 — Собака-волк[англ.] / The Wolf Dog
- 1933 — Наездники судьбы[англ.] / Riders of Destiny
- 1933 — Полынная тропа[англ.] / Sagebrush Trail
- 1933 — Таинственная эскадрилья[англ.] / The Mystery Squadron
- 1934 — Везучий техасец[англ.] / The Lucky Texan
- 1934 — Западная граница[англ.] / West of the Divide
- 1934 — Воронёная сталь[англ.] / Blue Steel
- 1934 — Человек из Юты[англ.] / The Man from Utah
- 1934 — Одинокий всадник Рэнди[англ.] / Randy Rides Alone
- 1934 — Звезда Пакер[англ.] / The Star Packer
- 1934 — Закон дикой природы[англ.] / The Law of the Wild
- 1934 — Таинственная гора[англ.] / Mystery Mountain
- 1934 — Под небом Аризоны[англ.] / ’Neath the Arizona Skies
- 1935 — Радужная долина[англ.] / Rainbow Valley
- 1935 — Чудо-всадник[англ.] / The Miracle Rider
- 1935 — Рассветный всадник[англ.] / The Dawn Rider
- 1935 — Райский каньон[англ.] / Paradise Canyon
- 1935 — Ад Данте[англ.] / Dante's Inferno
- 1935 — Фермер женится[англ.] / The Farmer Takes a Wife
- 1935 — Вперёд на запад[англ.] / Westward Ho
- 1935 — Последний день Помпеи[англ.] / The Last Days of Pompeii
- 1935 — Состязание без правил[англ.] / Lawless Range
- 1935 — Сражающиеся морпехи[англ.] / The Fighting Marines
- 1936 — Орегонская тропа[англ.] / The Oregon Trail
- 1936 — Беззаконные девяностые[англ.] / The Lawless Nineties
- 1936 — Тёмная Африка[англ.] / Darkest Africa
- 1936 — Тропинка одинокой сосны / The Trail of the Lonesome Pine
- 1936 — Сжимающая рука[англ.] / The Clutching Hand
- 1936 — Ветры пустыни[англ.] / Winds of the Wasteland
- 1936 — О, Сюзанна![англ.] / Oh, Susanna!
- 1936 — Линчеватели идут[англ.] / The Vigilantes Are Coming
- 1936 — Атака лёгкой кавалерии / The Charge of the Light Brigade
- 1936 — Большое шоу[англ.] / The Big Show
- 1936 — Храбрый кабальеро[англ.] / The Bold Caballero
- 1937 — Всадники Свистящего черепа[англ.] / Riders of the Whistling Skull
- 1937 — Садись в седло[англ.] / Hit the Saddle
- 1937 — Раскрашенный жеребец[англ.] / The Painted Stallion
- 1937 — SOS: Береговая охрана[англ.] / S.O.S. Coast Guard
- 1937 — Гром прерий[англ.] / Prairie Thunder
- 1937 — Сапоги и сёдла[англ.] / Boots and Saddles
- 1937 — Али-Баба едет в город[англ.] / Ali Baba Goes to Town
- 1937 — Зорро снова в седле[англ.] / Zorro Rides Again
- 1937 — Таинственный пилот[англ.] / The Mysterious Pilot
- 1938 — В старом Чикаго / In Old Chicago
- 1938 — Одинокий рейнджер[англ.] / The Lone Ranger
- 1938 — Тайна Острова сокровищ[англ.] / The Secret of Treasure Island
- 1938 — Армейская девушка[англ.] / Army Girl
- 1938 — Дик Трейси возвращается[англ.] / Dick Tracy Returns
- 1938 — Шторм над Бенгалией[англ.] / Storm Over Bengal
- 1938 — Паническое бегство из Санта-Фе[англ.] / Santa Fe Stampede
- 1939 — Дилижанс / Stagecoach[20]
- 1939 — Одинокий рейнджер снова в седле[англ.] / The Lone Ranger Rides Again
- 1939 — Додж-Сити / Dodge City
- 1939 — Человек победы[англ.] / Man of Conquest
- 1939 — Капитан Ярость[англ.] / Captain Fury
- 1939 — Молодой мистер Линкольн / Young Mr. Lincoln
- 1939 — Пограничный горизонт[англ.] / New Frontier
- 1939 — Пыль будет моей судьбой / Dust Be My Destiny
- 1939 — В старом Монтерее[англ.] / In Old Monterey
- 1939 — Унесённые ветром / Gone with the Wind
- 1939 — Сражающийся легион Зорро[англ.] / Zorro's Fighting Legion
- 1939 — Свет погас[англ.] / The Light That Failed
- 1940 — Вирджиния-Сити / Virginia City
- 1940 — Чёрная команда / Dark Command
- 1940 — Миллион лет до нашей эры / One Million B.C.
- 1940 — Малыш из Карсон-Сити[англ.] / The Carson City Kid
- 1940 — Обращение на запад / Three Faces West
- 1940 — Когда Далтоны перешли черту[англ.] / When the Daltons Rode
- 1940 — Шумный город[англ.] / Boom Town
- 1940 — Мелодии ранчо[англ.] / Melody Ranch
- 1940 — Таинственный доктор Сатана / Mysterious Doctor Satan
- 1941 — Вестерн Юнион?! / Western Union
- 1941 — Поющий холм[англ.] / The Singing Hill
- 1941 — Девушка из джунглей[англ.] / Jungle Girl
- 1941 — Закат в Вайоминге[англ.] / Sunset in Wyoming
- 1941 — Они умерли на своих постах / They Died with Their Boots On
- 1942 — Ковбойская серенада[англ.] / Cowboy Serenade
- 1942 — Сердце Рио-Гранде[англ.] / Heart of the Rio Grande
- 1942 — Спай Смэшер / Spy Smasher
- 1942 — Помни Перл-Харбор[англ.] / Remember Pearl Harbor
- 1942 — Ниока в опасности[англ.] / Perils of Nyoka
- 1942 — Колокола Капистрано[англ.] / Bells of Capistrano
- 1942 — Летающие тигры[англ.] / Flying Tigers
- 1942 — Джентльмен Джим / Gentleman Jim
- 1943 — Кони-Айленд[англ.] / Coney Island
- 1943 — В старой Оклахоме[англ.] / In Old Oklahoma
- 1944 — На линии огня[англ.] / The Fighting Seabees
- 1944 — Сан-Антонио Кид[англ.] / The San Antonio Kid
- 1945 — Ужас в Топике[англ.] / The Topeka Terror
- 1945 — По тропе Навахо[англ.] / Along the Navajo Trail
- 1945 — Дакота[англ.] / Dakota
- 1947 — Северо-западный аванпост[англ.] / Northwest Outpost
- 1950 — Скалистая гора / Rocky Mountain
- 1951 — Только отважные[англ.] / Only the Valiant
- 1953 — Арена боя[англ.] / Battle Circus
- 1959 — Рио Браво / Rio Bravo
- 1960 — Спартак / Spartacus
- 1964 — Падение Римской империи / The Fall of the Roman Empire
- 1965 — Кэт Баллу / Cat Ballou
- 1968 — Блю[англ.] / Blue
- 1975 — Перевал Брейкхарт / Breakheart Pass

### Актёр
Около 180 кинофильмов и киносериалов с 1919 по 1959 год
В титрах указан
- 1925 — Белый Гром[англ.] / White Thunder — Чик Ричардс
- 1931 — Исчезающий легион[англ.] / The Vanishing Legion — Як (в 1-м и 3-м эпизодах) / Билл Питерс (в 4-м эпизоде)
- 1931 — Воин-Молния[англ.] / The Lightning Warrior — Кен Дэвис (в 3-м эпизоде) / помощник шерифа (в 8-м эпизоде)
- 1931 — Сражаясь с Буффало Биллом[англ.] / Battling with Buffalo Bill — Джек Брейди, разведчик
- 1932 — Тень орла[англ.] / The Shadow of the Eagle — Бойл
- 1932 — Последний из могикан[англ.] / The Last of the Mohicans — разные роли (в 2 эпизодах)
- 1932 — Последний рубеж[англ.] / The Last Frontier — Дикий Билл (в 1-м и 2-м эпизодах)
- 1933 — Телеграф[англ.] / The Telegraph Trail — Высокий Волк
- 1933 — Собака-волк[англ.] / The Wolf Dog — Билл
- 1933 — Наездники судьбы[англ.] / Riders of Destiny — приспешник
- 1933 — Полынная тропа[англ.] / Sagebrush Trail — Эд Уолш
- 1934 — Везучий техасец[англ.] / The Lucky Texan — Джо Коул
- 1934 — Западная граница[англ.] / West of the Divide — приспешник Хэнк
- 1934 — Воронёная сталь[англ.] / Blue Steel — Дэнти
- 1934 — Человек из Юты[англ.] / The Man from Utah — Шайенн Кент
- 1934 — Одинокий всадник Рэнди[англ.] / Randy Rides Alone — приспешник Спайк
- 1934 — Звезда Пакер[англ.] / The Star Packer — Як
- 1934 — Под небом Аризоны[англ.] / ’Neath the Arizona Skies — Сэм Блэк
- 1935 — Рассветный всадник[англ.] / The Dawn Rider — хозяин салуна
- 1935 — Райский каньон[англ.] / Paradise Canyon — «Кудрявый» Джо Гейл
- 1935 — Вперёд на запад[англ.] / Westward Ho — «Рыжий», приспешник
- 1935 — Состязание без правил[англ.] / Lawless Range — Дро, приспешник
- 1936 — Орегонская тропа[англ.] / The Oregon Trail — Том Ричардс
- 1936 — Сжимающая рука[англ.] / The Clutching Hand — Номер Восемь / матрос-скандалист
- 1936 — Одинокая тропа[англ.] / The Lonely Trail — «Бык» Хоррелл
- 1936 — Линчеватели идут[англ.] / The Vigilantes Are Coming — Барсам, приспешник (в 1-м эпизоде)
- 1937 — Всадники Свистящего черепа[англ.] / Riders of the Whistling Skull — Ота
- 1937 — Садись в седло[англ.] / Hit the Saddle — Бак, приспешник
- 1937 — Раскрашенный жеребец[англ.] / The Painted Stallion — Том
- 1937 — Гром прерий[англ.] / Prairie Thunder — Высокий Волк
- 1937 — Таинственный пилот[англ.] / The Mysterious Pilot — индеец Люк (в 8 эпизодах)
- 1938 — Тайна Острова сокровищ[англ.] / The Secret of Treasure Island — Дреер (предводитель людей-кротов)
- 1939 — Унесённые ветром / Gone with the Wind — изменник
- 1980 — Голливуд[англ.] / Hollywood — в роли самого себя (в 2 эпизодах)
- 1981 — Это ваша жизнь: Специальный выпуск к 30-летию[англ.] / This Is Your Life: 30th Anniversary Special — в роли самого себя

В титрах не указан
- 1919 — «Молния» Брайс[англ.] / Lightning Bryce — помощник шерифа (в 15-м эпизоде)
- 1930 — Техасец[англ.] / The Texan — ковбой
- 1931 — Скачущий призрак[англ.] / The Galloping Ghost — приспешник[англ.]
- 1932 — Ураганный экспресс[англ.] / The Hurricane Express — приспешник
- 1932 — Дьявольская лошадь[англ.] / The Devil Horse — Тощий Джонсон / приспешник (в 6 эпизодах)
- 1933 — Три мушкетёра[англ.] / The Three Musketeers — офицер легиона
- 1933 — Шепчущая тень[англ.] / The Whispering Shadow — детектив (в 12-м эпизоде)
- 1934 — Закон дикой природы[англ.] / The Law of the Wild — горожанин
- 1935 — Чудо-всадник[англ.] / The Miracle Rider — индейский вождь
- 1935 — Ад Данте[англ.] / Dante's Inferno — кочегар
- 1936 — Ветры пустыни[англ.] / Winds of the Wasteland — Смоки, приспешник
- 1936 — Большое шоу[англ.] / The Big Show — водитель грузовика для перевозки крупного рогатого скота
- 1936 — Храбрый кабальеро[англ.] / The Bold Caballero — убитый крестьянин / солдат
- 1937 — SOS: Береговая охрана[англ.] / S.O.S. Coast Guard — моряк
- 1937 — Покорение[англ.] / Conquest — казак
- 1938 — Шторм над Бенгалией[англ.] / Storm Over Bengal — туземец
- 1938 — Паническое бегство из Санта-Фе[англ.] / Santa Fe Stampede — Бен Кэри
- 1939 — Дилижанс / Stagecoach — кавалерийский разведчик / индеец, нападающий на дилижанс
- 1939 — Сорвиголовы Красного Круга[англ.] / Daredevils of the Red Circle — федеральный агент
- 1939 — Пыль будет моей судьбой / Dust Be My Destiny — человек «Скорой помощи»
- 1939 — Сражающийся легион Зорро[англ.] / Zorro's Fighting Legion — солдат, перевозящий золото
- 1940 — Чёрная команда / Dark Command — горожанин на балконе
- 1940 — Малыш из Карсон-Сити[англ.] / The Carson City Kid — Пит, бармен
- 1940 — Таинственный доктор Сатана / Mysterious Doctor Satan — матрос у лебёдки (в 3-м и 4-м эпизодах)
- 1942 — Сердце Рио-Гранде[англ.] / Heart of the Rio Grande — Рэнгер
- 1942 — Спай Смэшер / Spy Smasher — водитель бронированной машины (в 9-м эпизоде)
- 1942 — Помни Перл-Харбор[англ.] / Remember Pearl Harbor — дебошир в баре
- 1942 — Ниока в опасности[англ.] / Perils of Nyoka — туарег
- 1943 — Кони-Айленд[англ.] / Coney Island — дерущийся официант салуна
- 1943 — По ком звонит колокол / For Whom the Bell Tolls — кавалерист
- 1943 — В старой Оклахоме[англ.] / In Old Oklahoma — скандалист
- 1950 — Скалистая гора / Rocky Mountain — солдат Райан
- 1959 — Рио Браво / Rio Bravo — стрелок-наездник

### Второй режиссёр, ассистент режиссёра
В большинстве случаев в титрах не указан
- 1931 — Сражаясь с Буффало Биллом[англ.] / Battling with Buffalo Bill
- 1932 — Дьявольская лошадь[англ.] / The Devil Horse
- 1938 — Шторм над Бенгалией[англ.] / Storm Over Bengal
- 1939 — Дилижанс / Stagecoach
- 1940 — Чёрная команда / Dark Command
- 1943 — В старой Оклахоме[англ.] / In Old Oklahoma
- 1944 — На линии огня[англ.] / The Fighting Seabees
- 1944 — Линчеватели Додж-Сити[англ.] / Vigilantes of Dodge City
- 1944 — Чёрный кнут Зорро[англ.] / Zorro's Black Whip
- 1945 — Ужас в Топике[англ.] / The Topeka Terror
- 1945 — По тропе Навахо[англ.] / Along the Navajo Trail
- 1945 — Дакота[англ.] / Dakota
- 1947 — Ангел и негодяй[англ.] / Angel and the Badman
- 1947 — Это мой мужчина[англ.] / That's My Man
- 1947 — Северо-западный аванпост[англ.] / Northwest Outpost
- 1948 — Восход луны / Moonrise
- 1950 — Врата дьявола[англ.] / Devil's Doorway
- 1951 — Великий рейд на Миссури[англ.] / The Great Missouri Raid
- 1951 — Три солдата[англ.] / Soldiers Three
- 1952 — Айвенго / Ivanhoe
- 1952 — Петля палача[англ.] / Hangman's Knot
- 1953 — Последний из команчей[англ.] / Last of the Comanches
- 1953 — Рыцари Круглого стола / Knights of the Round Table
- 1953 — Могамбо / Mogambo (только сцены с гориллой)
- 1954 — Король Ричард и крестоносцы[англ.] / King Richard and the Crusaders
- 1955 — Королевский вор[англ.] / The King's Thief
- 1956 — Елена Троянская / Helen of Troy
- 1956 — Зарак[англ.] / Zarak[21]
- 1956 — Фургоны, на запад![англ.] / Westward Ho the Wagons!
- 1957 — Старый Брехун[англ.] / Old Yeller
- 1959 — Бен-Гур / Ben-Hur
- 1960 — Спартак / Spartacus
- 1960 — Швейцарская семья Робинзонов[англ.] / Swiss Family Robinson
- 1961 — Эль Сид / El Cid
- 1962 — Сын капитана Блада[англ.] / El hijo del capitán Blood / Il figlio del capitan Blood / The Son of Captain Blood[22]
- 1964 — Падение Римской империи / The Fall of the Roman Empire
- 1965 — Кэт Баллу / Cat Ballou
- 1966 — Хартум / Khartoum
- 1967 — Вздорный человек[англ.] / The Flim-Flam Man
- 1968 — Блю[англ.] / Blue
- 1968 — Куда не долетают и орлы / Where Eagles Dare
- 1970 — Человек по имени Лошадь / A Man Called Horse
- 1970 — Песнь Норвегии[англ.] / Song of Norway
- 1970 — Рио Лобо / Rio Lobo
- 1975 — Перевал Брейкхарт / Breakheart Pass

### Режиссёр
- 1945 — Охота на людей на Загадочном острове[англ.] / Manhunt of Mystery Island[23]
- 1945 — Федеральный оператор 99[англ.] / Federal Operator 99[24]
- 1946 — Мой приятель Триггер[англ.] / My Pal Trigger (в титрах не указан)
- 1948 — Федеральные агенты никогда не забывают[англ.] / G-Men Never Forget[25]
- 1948 — Опасности Канадской конной полиции[англ.] / Dangers of the Canadian Mounted[26]
- 1948 — Приключения Фрэнка и Джесси Джеймсов[англ.] / Adventures of Frank and Jesse James
- 1954 — Необузданный всадник[англ.] / The Lawless Rider

### Другое
- 1977 — Эквус / Equus — технический консультант

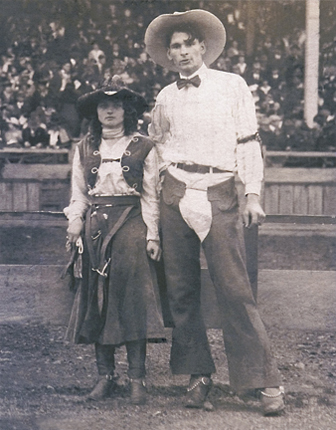
Со своей первой женой, Китти Канутт, фото 1916—1919 г.
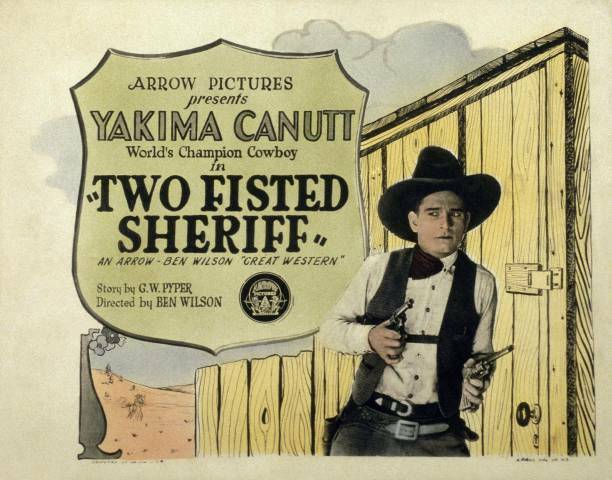
На постере фильма «Шериф с двумя кулаками» (1925)
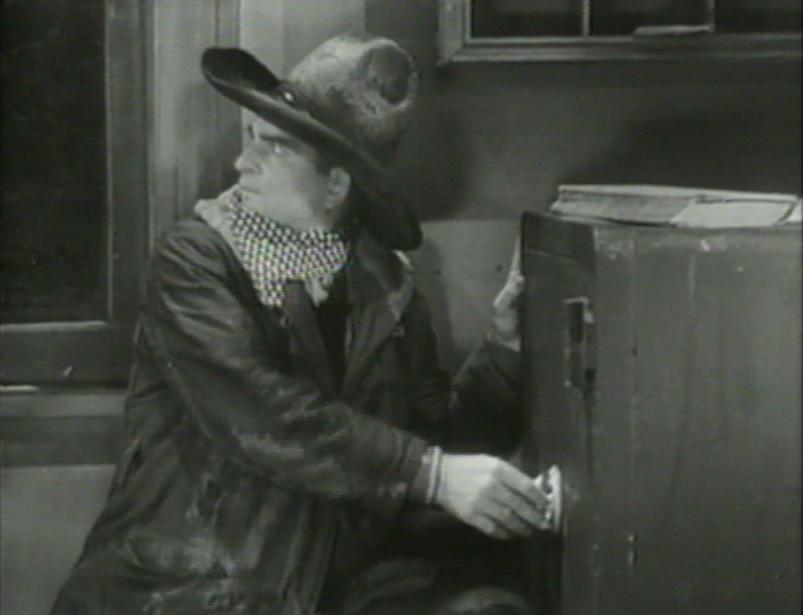
В фильме «Воронёная сталь[англ.]» (1934)